# بیشتر از یک معجزه
بیشتر از یک معجزه (انگلیسی: More Than a Miracle) فیلمی در ژانر کمدی رمانتیک به کارگردانی فرانچسکو رزی است که در سال ۱۹۶۷ منتشر شد.

## بازیگران
- سوفیا لورن
- عمر شریف
- دولورس دل ریو
- ژرژ ویلسون
- مارینا مالفاتی
- انتسو کنوله
- کارلو پیساکانه
- والنتینو ماکی
- کارلوتا باریلی
- کریس اوئرتا
- رناتو پینچیرولی